# Амано, Масамити
Масамити Амано (яп. 天野 正道 Амано Масамити, род. 26 января 1957 года) — японский композитор и аранжировщик. Сотрудничает с Варшавским филармоническим оркестром, где известен как Масамич Амано (пол. Masamicz Amano).

## Биография
Родился в 1957 году в Аките. В 1982 году окончил музыкальный колледж «Кунитати» в Токио. После выпуска стал известен как композитор произведений для флейты, но также стал одним из первых музыкантов в Японии, освоивших Fairlight CMI, один из ранних полифонических цифровых синтезаторов. Именно синтезатор принес ему известность среди поклонников аниме, а самой известной его композицией стал саундтрек к «Уроцукидодзи. Легенда о сверхдемоне» — печальная повторяющая мелодия для фортепиано, контрастирующая с гротескными кадрами.
Поздние работы — саундтреки к высокобюджетным аниме и игровым фильмам — в его творчестве стали более классическими, сопровождаемые исполнением полного симфонического оркестра, чаще всего Варшавского филармонического. Такие его классические симфонии как GR, SIN, PN и Stratos 4 берут свое начало от саундтреков к соответствующим аниме: Giant Robo, «Sin: Создатели монстров», Princess Nine и Stratos 4, соответственно.
Написал музыку к фильмам «Королевская битва» и «Королевская битва 2», к аниме «Легенда о голубых волках», Giant Robo: The Day the Earth Stood Still, Stratos 4, «Воскрешение ниндзя», Bio Hunter, Ruin Explorers, Urusei Yatsura: Only You, Urotsukidoji и к видеоиграм Radiant Silvergun, Phantasy Star Universe.